# Teya
Teya är en ort och kommun i Mexiko.   Den ligger i delstaten Yucatán, i den östra delen av landet, 1 100 km öster om huvudstaden Mexico City. Antalet invånare är 1 974. Arean är 65 kvadratkilometer.
Terrängen i Teya är mycket platt.